# Pentti Airikkala
Pentti Airikkala (Helsinki, 4 settembre 1945 – Bray, 30 settembre 2009) è stato un pilota di rally finlandese.

## Biografia
Nonostante la sua lunga carriera (dal 1973 al 1990, con un breve rientro nel 2003), non disputò mai un Campionato del mondo rally per intero, partecipando regolarmente solamente ai rally di Svezia, al Mille Laghi e al RAC.
Ha disputato complessivamente 37 rally iridati, ottenendo una vittoria nel Rally RAC del 1989, un secondo e due terzi posti, e chiudendo al 9 posto (pur con sole tre gare disputate) il Mondiale 1981. Ha brevemente corso anche con la Lancia, con cui ha ottenuto il quinto posto nel Mille Laghi 1983 ed il quinto nel RAC 1988.
Cessata l'attività agonistica ha aperto nell'Oxfordshire una rinomata scuola di guida da corsa, avendo come allievi futuri campioni del mondo quali Colin McRae e Richard Burns.
È scomparso nel 2009 a 64 anni.

## Risultati nel mondiale rally
| 1973 | Scuderia | Vettura            |  |  |  |  |  |  |  |     |  |  |  |  |  |  | Punti | Pos. |
| ---- | -------- | ------------------ |  |  |  |  |  |  |  | --- |  |  |  |  |  |  | ----- | ---- |
| 1973 |          | Opel Kadett Rallye |  |  |  |  |  |  |  | Rit |  |  |  |  |  |  |       |      |

| 1974 | Scuderia | Vettura                                    |  |  |    |  |  |  |     |  |  |  |  |  |  |  | Punti | Pos. |
| ---- | -------- | ------------------------------------------ |  |  | -- |  |  |  | --- |  |  |  |  |  |  |  | ----- | ---- |
| 1974 |          | Vauxhall Magnum Coupé e Ford Escort RS1600 |  |  | 16 |  |  |  | Rit |  |  |  |  |  |  |  |       |      |

| 1975 | Scuderia             | Vettura               |  |  |  |  |  |  |     |  |  |    |  |  |  |  | Punti | Pos. |
| ---- | -------------------- | --------------------- |  |  |  |  |  |  | --- |  |  | -- |  |  |  |  | ----- | ---- |
| 1975 | Dealer Team Vauxhall | Vauxhall Magnum Coupé |  |  |  |  |  |  | Rit |  |  | 20 |  |  |  |  |       |      |

| 1976 | Scuderia | Vettura            |  |  |  |  |  |  |   |  |  |     |  |  |  |  | Punti | Pos. |
| ---- | -------- | ------------------ |  |  |  |  |  |  | - |  |  | --- |  |  |  |  | ----- | ---- |
| 1976 |          | Ford Escort RS1800 |  |  |  |  |  |  | 2 |  |  | Rit |  |  |  |  |       |      |

| 1977 | Scuderia | Vettura                                          |  |     |  |  |  |  |     |  |  |  |    |  |  |  | Punti | Pos. |
| ---- | -------- | ------------------------------------------------ |  | --- |  |  |  |  | --- |  |  |  | -- |  |  |  | ----- | ---- |
| 1977 |          | Toyota Celica 2000GT e Vauxhall Chevette 2300 HS |  | Rit |  |  |  |  | Rit |  |  |  | 16 |  |  |  |       |      |

| 1978 | Scuderia             | Vettura                   |  |     |  |  |  |   |  |  |  |  |     |  |  |  | Punti | Pos. |
| ---- | -------------------- | ------------------------- |  | --- |  |  |  | - |  |  |  |  | --- |  |  |  | ----- | ---- |
| 1978 | Dealer Team Vauxhall | Vauxhall Chevette 2300 HS |  | Rit |  |  |  | 3 |  |  |  |  | Rit |  |  |  |       |      |

| 1979 | Scuderia             | Vettura                   |  |   |  |  |  |     |     |  |  |  |   |  |  |  | Punti | Pos. |
| ---- | -------------------- | ------------------------- |  | - |  |  |  | --- | --- |  |  |  | - |  |  |  | ----- | ---- |
| 1979 | Dealer Team Vauxhall | Vauxhall Chevette 2300 HS |  | 3 |  |  |  | Rit | Rit |  |  |  | 7 |  |  |  | 16    | 15º  |

| 1980 | Scuderia                       | Vettura                                    |  |   |  |  |  |  |     |     |  |  |     |  |  |  | Punti | Pos. |
| ---- | ------------------------------ | ------------------------------------------ |  | - |  |  |  |  | --- | --- |  |  | --- |  |  |  | ----- | ---- |
| 1980 | Dealer Team Vauxhall e Masport | Vauxhall Chevette 2300 HS e Ford Escort RS |  | 6 |  |  |  |  | Rit | Rit |  |  | Rit |  |  |  | 6     | 36º  |

| 1981 | Scuderia            | Vettura            |  |   |  |  |  |  |  |  |   |  |  |   |  |  | Punti | Pos. |
| ---- | ------------------- | ------------------ |  | - |  |  |  |  |  |  | - |  |  | - |  |  | ----- | ---- |
| 1981 | Rothmans Rally Team | Ford Escort RS1800 |  | 3 |  |  |  |  |  |  | 5 |  |  | 4 |  |  | 30    | 9º   |

| 1982 | Scuderia | Vettura                      |  |  |  |  |  |  |  |  |   |  |  |     |  |  | Punti | Pos. |
| ---- | -------- | ---------------------------- |  |  |  |  |  |  |  |  | - |  |  | --- |  |  | ----- | ---- |
| 1982 | Ralliart | Mitsubishi Lancer 2000 Turbo |  |  |  |  |  |  |  |  | 3 |  |  | Rit |  |  | 12    | 15º  |

| 1983 | Scuderia       | Vettura          |  |  |  |  |  |  |  |  |   |  |  |  |  |  | Punti | Pos. |
| ---- | -------------- | ---------------- |  |  |  |  |  |  |  |  | - |  |  |  |  |  | ----- | ---- |
| 1983 | Martini Racing | Lancia Rally 037 |  |  |  |  |  |  |  |  | 5 |  |  |  |  |  | 8     | 21º  |

| 1984 | Scuderia           | Vettura      |  |  |  |  |  |  |  |  |     |  |  |  |  |  | Punti | Pos. |
| ---- | ------------------ | ------------ |  |  |  |  |  |  |  |  | --- |  |  |  |  |  | ----- | ---- |
| 1984 | Team Nissan Europe | Nissan 240RS |  |  |  |  |  |  |  |  | Rit |  |  |  |  |  | 0     |      |

| 1985 | Scuderia | Vettura             |  |  |  |  |  |  |  |  |  |  |  |     |  |  | Punti | Pos. |
| ---- | -------- | ------------------- |  |  |  |  |  |  |  |  |  |  |  | --- |  |  | ----- | ---- |
| 1985 |          | Vauxhall Astra GT/E |  |  |  |  |  |  |  |  |  |  |  | Rit |  |  | 0     |      |

| 1986 | Scuderia       | Vettura             |  |  |  |  |  |  |  |  |  |  |  |    |  |  | Punti | Pos. |
| ---- | -------------- | ------------------- |  |  |  |  |  |  |  |  |  |  |  | -- |  |  | ----- | ---- |
| 1986 | GM Dealersport | Vauxhall Astra GT/E |  |  |  |  |  |  |  |  |  |  |  | 16 |  |  | 0     |      |

| 1987 | Scuderia       | Vettura         |  |  |  |  |  |  |  |  |  |  |  |  |     |  | Punti | Pos. |
| ---- | -------------- | --------------- |  |  |  |  |  |  |  |  |  |  |  |  | --- |  | ----- | ---- |
| 1987 | GM Dealersport | Opel Kadett GSI |  |  |  |  |  |  |  |  |  |  |  |  | Rit |  | 0     |      |

| 1988 | Scuderia       | Vettura                |  |  |  |  |  |  |  |  |  |  |  |  |   |  | Punti | Pos. |
| ---- | -------------- | ---------------------- |  |  |  |  |  |  |  |  |  |  |  |  | - |  | ----- | ---- |
| 1988 | Safety Devices | Lancia Delta Integrale |  |  |  |  |  |  |  |  |  |  |  |  | 4 |  | 10    | 30º  |

| 1989 | Scuderia | Vettura                |  |  |  |  |  |  |  |  |  |  |  |  |   |  | Punti | Pos. |
| ---- | -------- | ---------------------- |  |  |  |  |  |  |  |  |  |  |  |  | - |  | ----- | ---- |
| 1989 | Ralliart | Mitsubishi Galant VR-4 |  |  |  |  |  |  |  |  |  |  |  |  | 1 |  | 20    | 14º  |

| 1990 | Scuderia | Vettura                     |  |  |  |  |  |  |  |     |  |    |  |     |  |  | Punti | Pos. |
| ---- | -------- | --------------------------- |  |  |  |  |  |  |  | --- |  | -- |  | --- |  |  | ----- | ---- |
| 1990 | Ford     | Ford Sierra RS Cosworth 4x4 |  |  |  |  |  |  |  | Rit |  | 11 |  | Rit |  |  | 0     |      |

| 2003 | Scuderia | Vettura                 |  |  |  |  |  |  |  |  |  |  |  |  |  |     | Punti | Pos. |
| ---- | -------- | ----------------------- |  |  |  |  |  |  |  |  |  |  |  |  |  | --- | ----- | ---- |
| 2003 |          | Mitsubishi Lancer Evo 6 |  |  |  |  |  |  |  |  |  |  |  |  |  | Rit | 0     |      |

| Legenda | 1º posto | 2º posto | 3º posto | A punti | Senza punti | Ritirato | Squalificato | NP=Non partito C=Gara cancellata | Apice=Power stage |

## Palmarès
| #       | Rally            | Stagione | Co-pilota      | Auto                            |
| ------- | ---------------- | -------- | -------------- | ------------------------------- |
| Oro     | RAC Rally        | 1989     | Ronan McNamee  | Mitsubishi Galant VR-4          |
| Argento | 1000 Lakes Rally | 1976     | Risto Virtanen | Ford Escort RS1800              |
| Bronzo  | 1000 Lakes Rally | 1978     | Risto Virtanen | Vauxhall Chevette 2300 HS       |
| Bronzo  | Swedish Rally    | 1981     | Risto Virtanen | Ford Escort RS1800              |
| Bronzo  | 1000 Lakes Rally | 1982     | Juha Piironen  | Mitsubishi Lancer EX 2000 turbo |